# Bonnie Bartlett
Bonnie Bartlett (Wisconsin Rapids, 20 giugno 1929) è un'attrice statunitense.

## Carriera
Figlia di Carrie Archer ed Elwin Earl Bartlett, è cresciuta a Moline, Illinois. Suo padre era un venditore di assicurazioni e un attore fallito, e la madre era determinata a realizzare il suo sogno. Nel 1947 si diplomò alla Moline High School.
La sua carriera abbraccia oltre 50 anni, con il suo primo ruolo importante nella serie televisiva drammatica Love of Life nel 1950. È  nota per il ruolo di Ellen Craig nella serie televisiva medica A cuore aperto, nonché per il ruolo di Grace Edwards ne La casa nella prateria, nel quinquennio 1974-1979.
Lei e suo marito, l'attore William Daniels (sposato nel 1951), che interpretò il ruolo del marito nella serie, il Dr. Mark Craig, vinsero un Premio Emmy nel 1986, nella stessa serata, e divennero la prima coppia sposata a compiere l'impresa dalla premiazione di Alfred Lunt e Lynn Fontanne nel 1965. Ha avuto tre figli con il marito, uno biologico (morto il giorno dopo la nascita) e due adottivi.

## Filmografia

### Cinema
- Murder or Mercy - film TV (1974)
- The Legend of Lizzie Borden - film TV (1975)
- Gli ultimi fuochi (1976)
- Killer a bordo - film TV (1977)
- La confessione di Peter Reilly - film TV (1978)
- California Dreaming (1979)
- The Last Word (1979)
- Promises in the Dark (1979)
- Le notti di Salem - film TV (1979)
- Seed of Innocence (1980)
- Aiuto, ho incontrato l'amore! - film TV (1980)
- Matrimonio e stupro - film TV (1980)
- Tutta una notte (All Night Long) (1981)
- A Long Way Home - film TV (1981)
- Blind Tom: The Story of Thomas Bethune - cortometraggio (1981)
- Frances (1982)
- Passione fatale, regia di Amy Holden Jones (1983)
- Dempsey - film TV (1983)
- Malice in Wonderland, regia di Gus Trikonis - film TV (1985)
- Il mostro - film TV (1986)
- Welcome Home - cortometraggio (1986)
- L'ossessione che uccide - film TV (1987)
- Quando morire - film TV (1987)
- Distretto di fuoco - film TV (1988)
- I gemelli (Twins), regia di Ivan Reitman (1988)
- The Big One: The Great Los Angeles Earthquake - film TV (1990)
- Ho sposato un assassino - film TV (1993)
- Dave - Presidente per un giorno (1993)
- Di padre in figlia - film TV (1993)
- Vittima d'amore - film TV (1993)
- Where Are My Children? - film TV (1994)
- Perry Mason: dietro la facciata - film TV (1994)
- Take Me Home Again - film TV (1994)
- Risveglio nell'incubo - film TV (1995)
- Storie d'amore (The Grass Harp), regia di Charles Matthau (1995)
- Nel nome dell'amore - film TV (1995)
- The Courtyard - film TV (1995)
- Shiloh, un cucciolo per amico (1996)
- L'agguato - Ghosts from the Past (1996)
- L'uomo sbagliato - film TV (1997)
- I colori della vittoria (1998)
- Ricominciare ad amare - film TV (1999)
- Shiloh, un cucciolo per amico 2 (1999)
- Tuesdays with Morrie - film TV (1999)
- Rinuncia impossibile - film TV (2004)
- Shiloh e il mistero del bosco (2006)

### Televisione
- The Patty Duke Show - serie TV, 1 episodio (1965)
- The Jackie Gleason Show - serie TV, 1 episodio (1969)
- Squadra emergenza (Emergency!) - serie TV, 1 episodio (1973)
- Una famiglia americana (The Waltons) - serie TV, 1 episodio (1974)
- Gunsmoke - serie TV, 2 episodi (1974)
- Kojak - serie TV, 1 episodio (1975)
- Agenzia Rockford (The Rockford Files) - serie TV, 1 episodio (1976)
- Washington: Behind Closed Doors - miniserie TV (1977)
- Ike - miniserie TV (1979)
- Cuore e batticuore (Hart to Hart) - serie TV, 1 episodio (1979)
- La casa nella prateria (Little House on the Prairie) - serie TV, 26 episodi (1974-1979)
- Shirley - serie TV, 1 episodio (1979)
- Visions - serie TV, 1 episodio (1980)
- La famiglia Bradford (Eight Is Enough) - serie TV, 1 episodio (1981)
- ABC Afterschool Specials - serie TV, 1 episodio (1981)
- California - serie TV, 1 episodio (1981)
- Barney Miller - serie TV, 2 episodi (1980-1982)
- Lou Grant - serie TV, 1 episodio (1982)
- V - Visitors (V) - miniserie TV (1983)
- Dreams - serie TV, 1 episodio (1984)
- Celebrity - miniserie TV (1984)
- Hotel - serie TV, 1 episodio (1985)
- Nord e sud II (North and South, Book II) - miniserie TV (1986)
- Il mago (The Wizard) - serie TV, 1 episodio (1986)
- Cuori senza età (The Golden Girls) - serie TV, 1 episodio (1988)
- A cuore aperto (St. Elsewhere) - serie TV, 77 episodi (1982-1988)
- Matlock - serie TV, 1 episodio (1989)
- La signora in giallo (Murder, She Wrote) - serie TV, episodio 6x02 (1989)
- Oltre la legge - L'informatore (Wiseguy) - serie TV, 3 episodi (1990)
- Voci nella notte (Midnight Caller) - serie TV, 4 episodi (1989-1990)
- Avvocati a Los Angeles (L.A. Law) - serie TV, 1 episodio (1992)
- Room for Two - serie TV, 1 episodio (1992)
- Io volerò via (I'll Fly Away) - serie TV, 1 episodio (1992)
- SeaQuest - Odissea negli abissi (seaQuest DSV) - serie TV, 1 episodio (1994)
- The Faculty - serie TV, 1 episodio (1996)
- E.R. - Medici in prima linea (ER) - serie TV, 2 episodi (1997-1998)
- Stargate SG-1 - serie TV, 1 episodio (1998)
- Quell'uragano di papà (Home Improvement) - serie TV, 5 episodi (1995-1998)
- Crescere, che fatica! (Boy Meets World) - serie TV, 5 episodi (1997-1999)
- The Practice - Professione avvocati (The Practice) - serie TV, 2 episodi (1997-1999)
- Once and Again - serie TV, 7 episodi (1999-2002)
- Squadra Med - Il coraggio delle donne (Strong Medicine) - serie TV, 1 episodio (2002)
- Firefly - serie TV, 1 episodio (2002)
- Il tocco di un angelo (Touched by an Angel) - serie TV, 3 episodi (1997-2003)
- NCIS - Unità anticrimine (NCIS) - serie TV, episodio 1x12 (2004)
- Huff - serie TV, 1 episodio (2005)
- Boston Legal - serie TV, 1 episodio (2006)
- General Hospital - serie TV, 2 episodi (2006)
- Grey's Anatomy - serie TV, episodio 5x07 (2008)